# Kéneslepke
A kéneslepke (Colias)  a rovarok (Insecta) osztályának lepkék (Lepidoptera) rendjébe, ezen belül a fehérlepkék (Pieridae) családjába tartozó nem.

## Rendszerezés
A nembe az alábbi fajok tartoznak:
- Colias adelaidae
- Colias alexandra
- déli kéneslepke (Colias alfacarensis)
- Colias amanonis
- Colias arida
- Colias berylla
- dolomit kéneslepke (Colias chrysotheme)
- sáfránylepke (Colias croceus)
- Colias dubia
- Colias eogene
- keleti kéneslepke (Colias erate)
- Colias eurydice
- Colias eurytheme
- Colias felderi
- Colias flaveola
- Colias harfordii
- fakó kéneslepke (Colias hyale) típusfaj
- Colias interior
- Colias ladakensis
- Colias meadii
- Colias muratai
- narancsszínű kéneslepke (Colias myrmidone)
- Colias nastes
- Colias nilgiriensis
- Colias nina
- Colias occidentalis
- mocsári kéneslepke (Colias palaeno)
- hegyi kéneslepke (Colias phicomone)
- Colias philodice
- Colias stoliczkana
- Colias thisoa
- Colias thrasibulus
- Colias tycha
- Colias vautieri

## Gallery

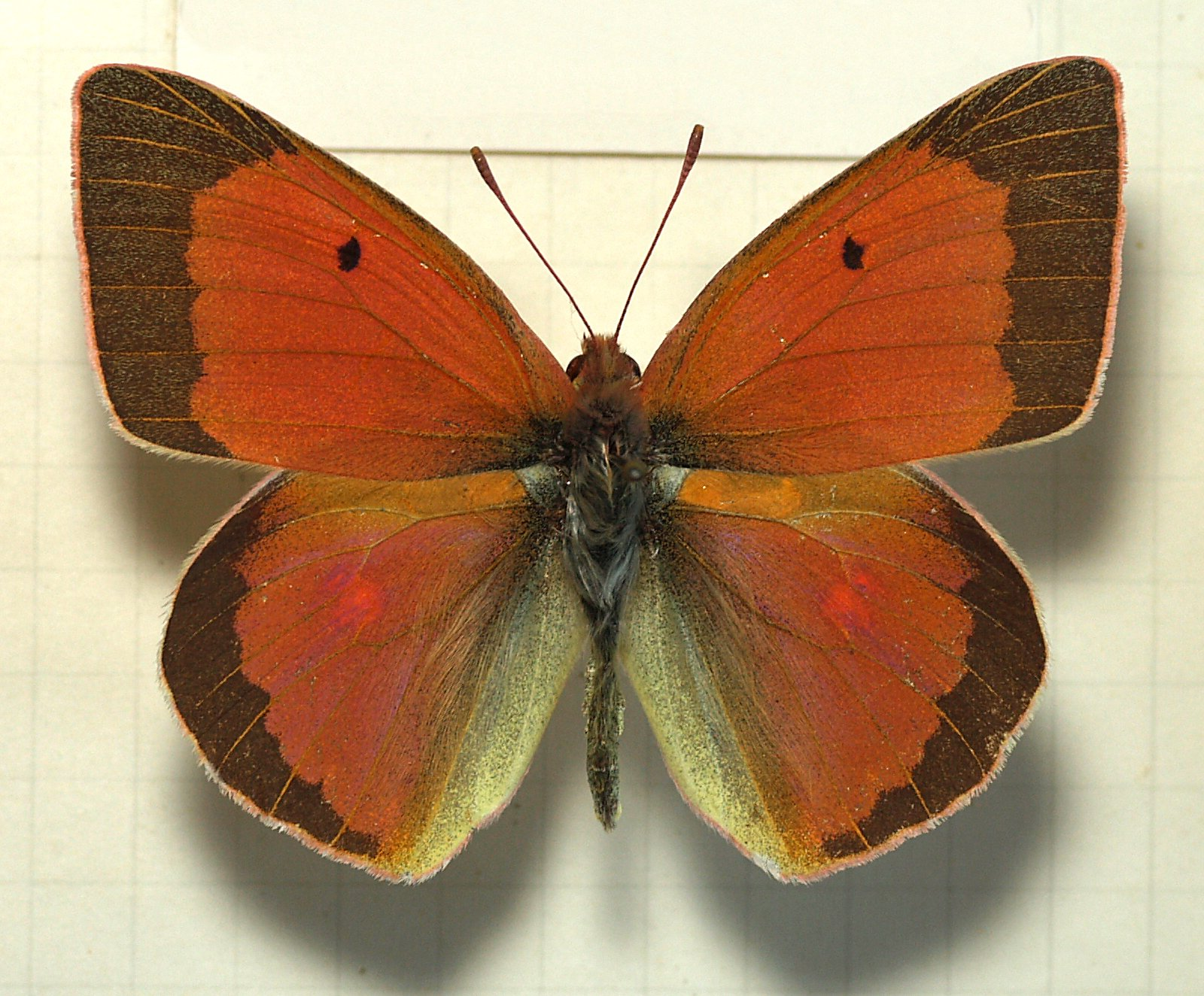
Colias aurorina heldreichi, ♂
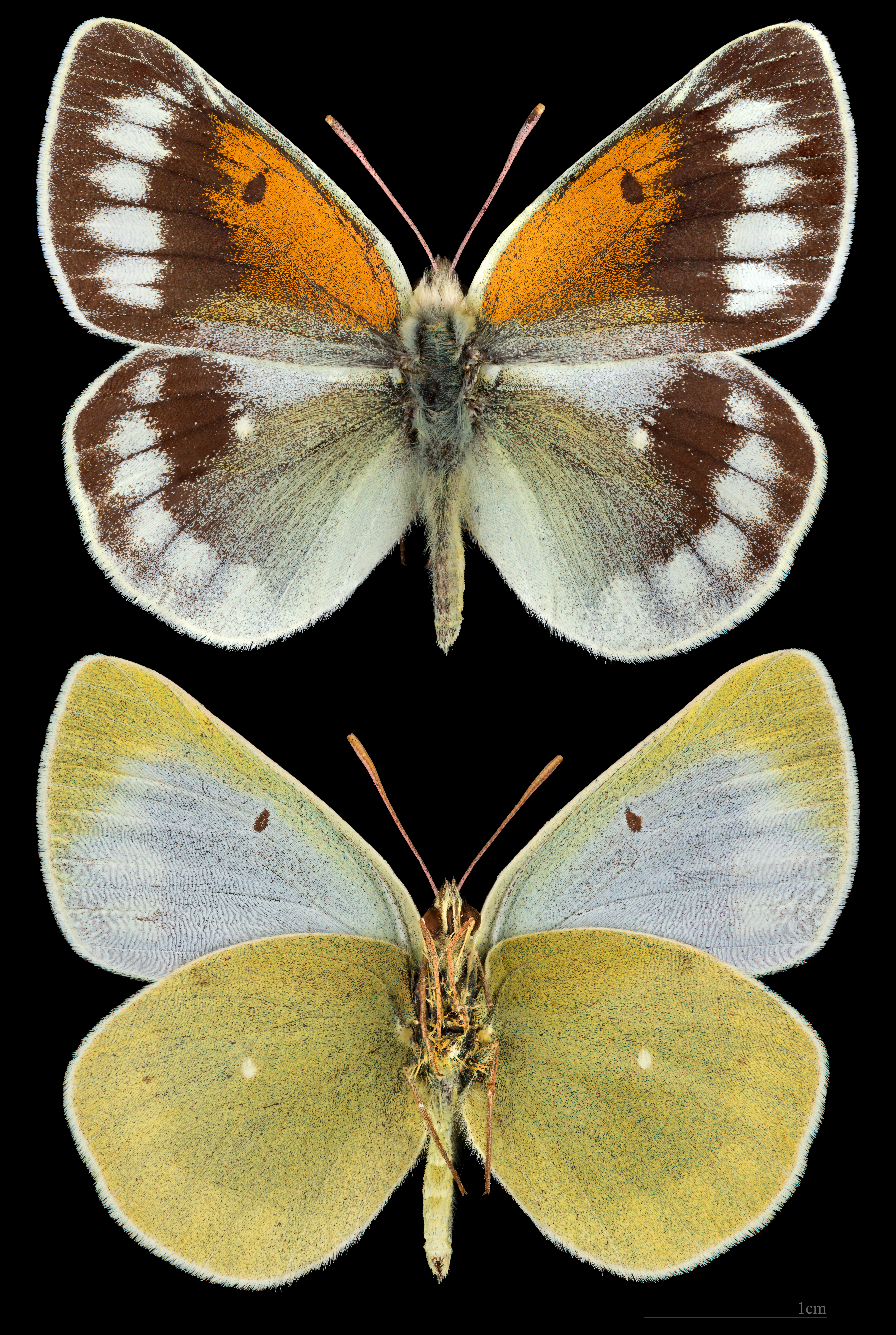
Colias christophi, ♂
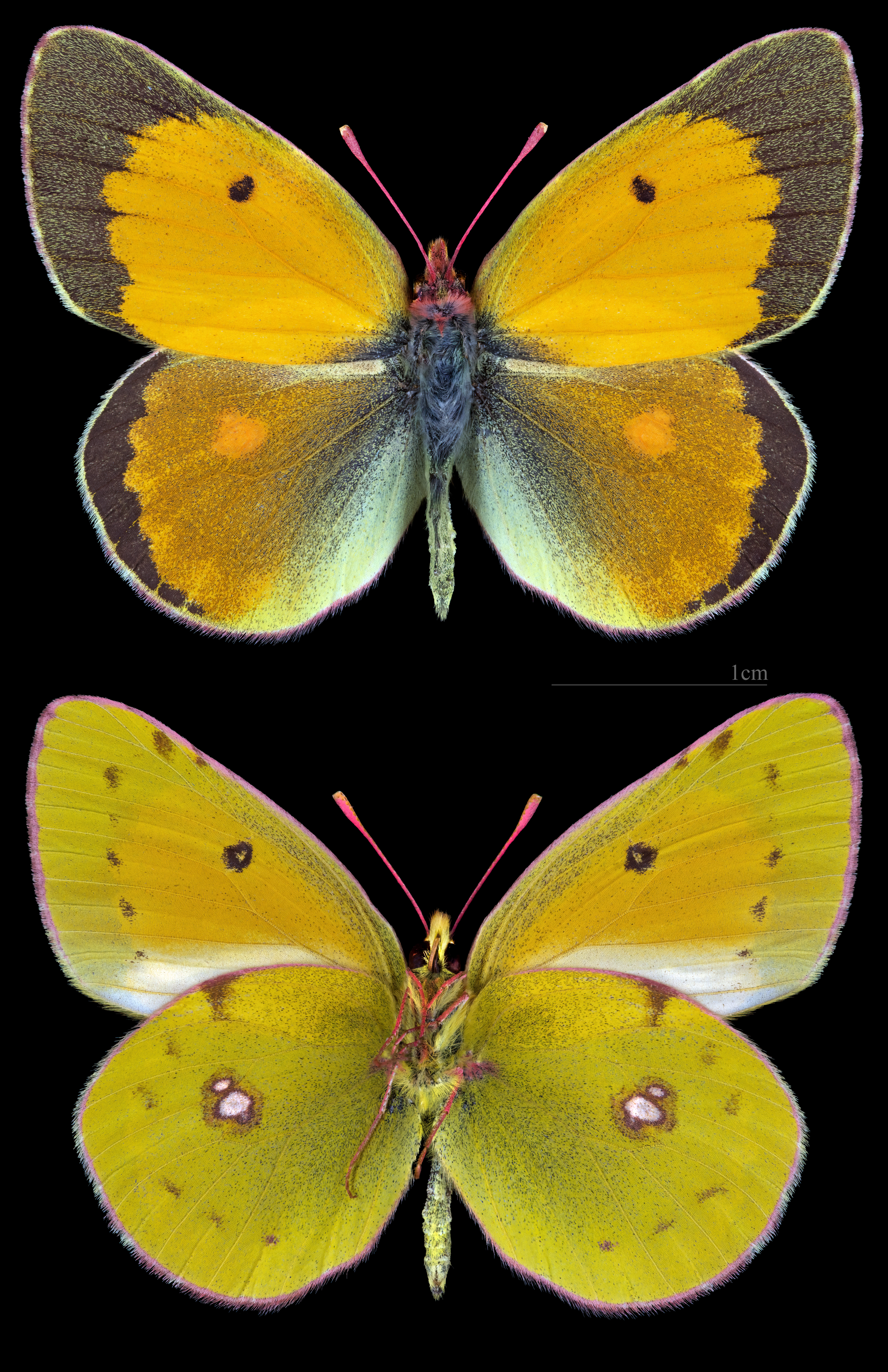
Colias myrmidone, ♂
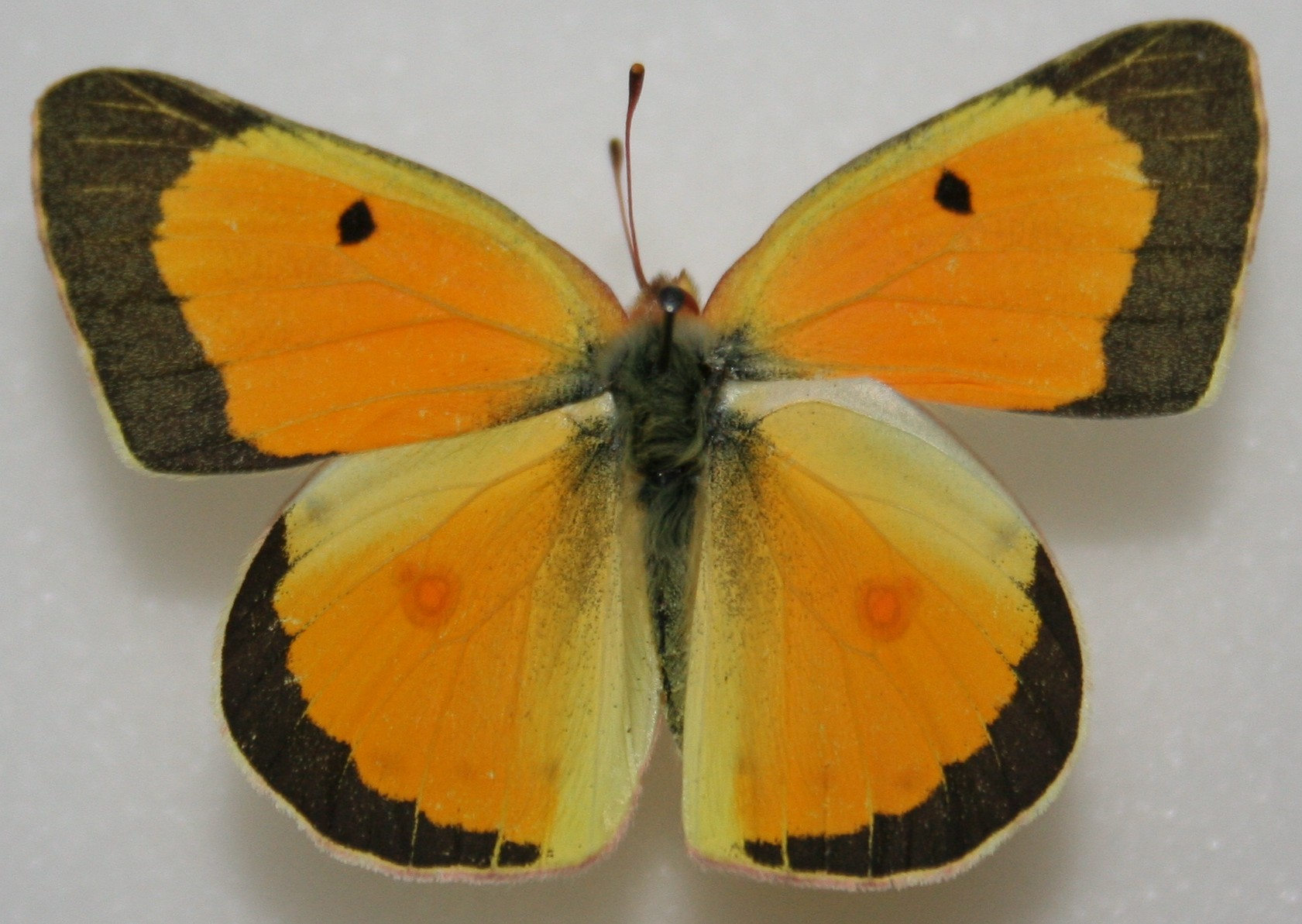
Colias eurytheme, ♂
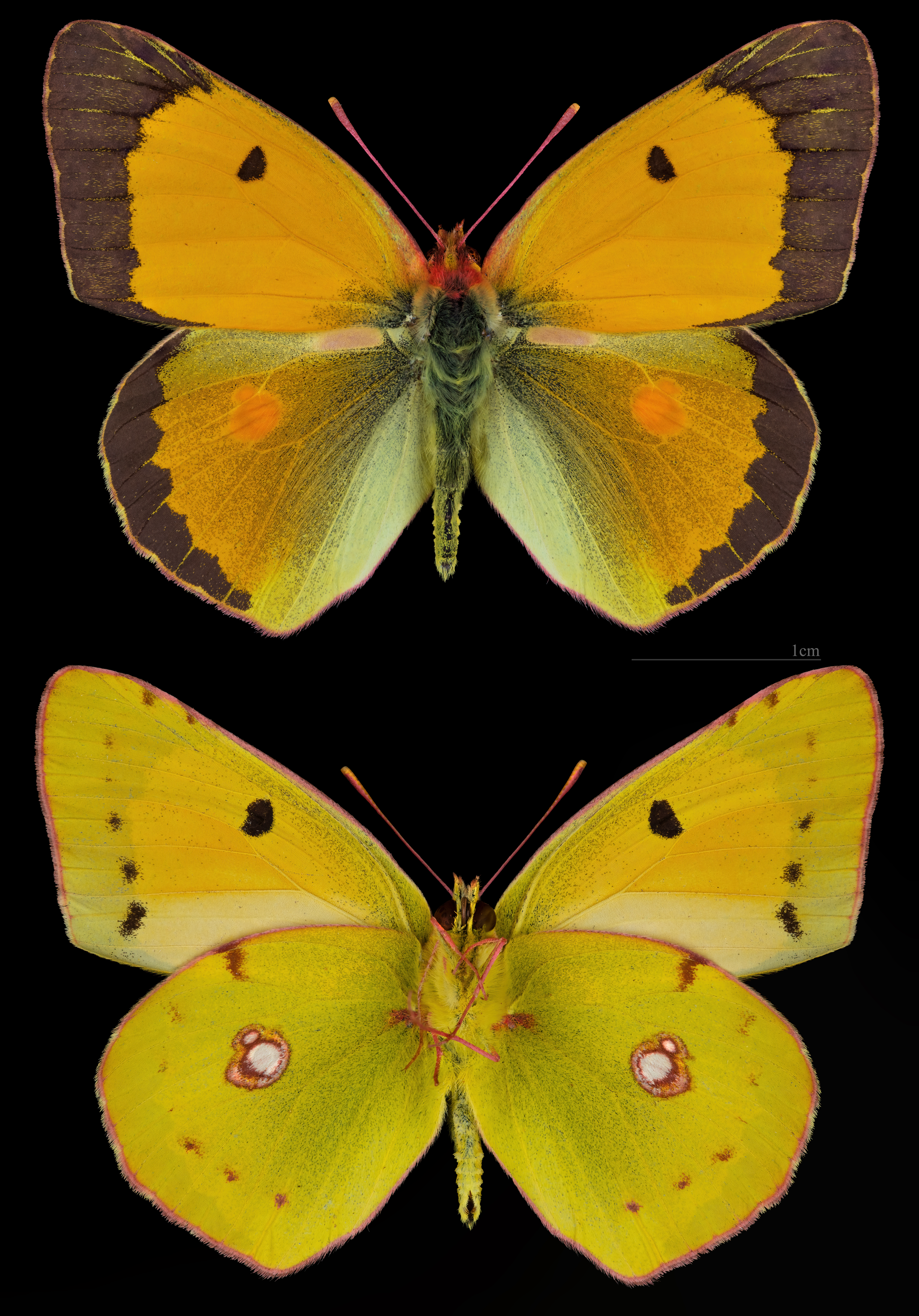
Colias croceus, ♂
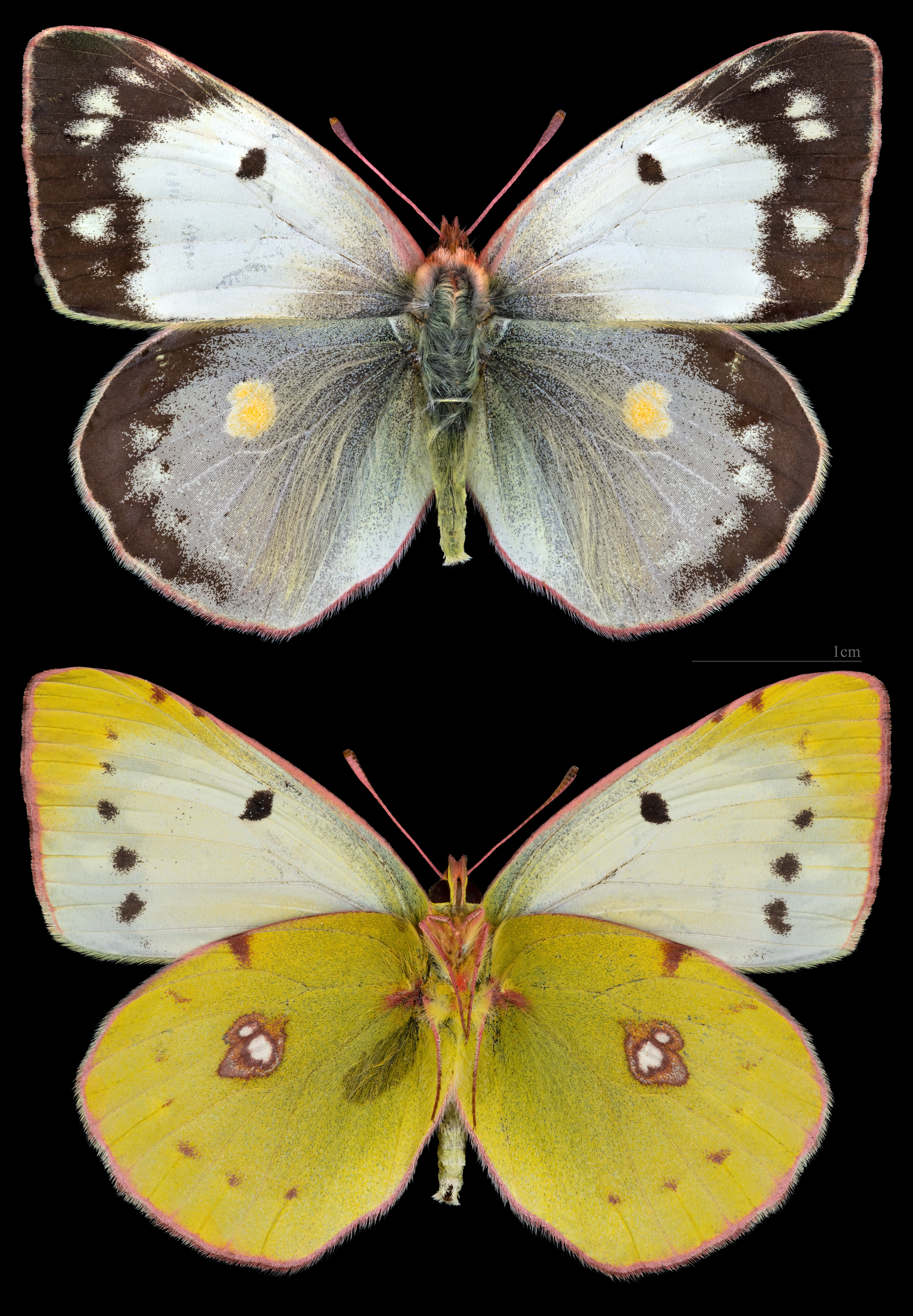
Colias croceus, ♀ f.helice
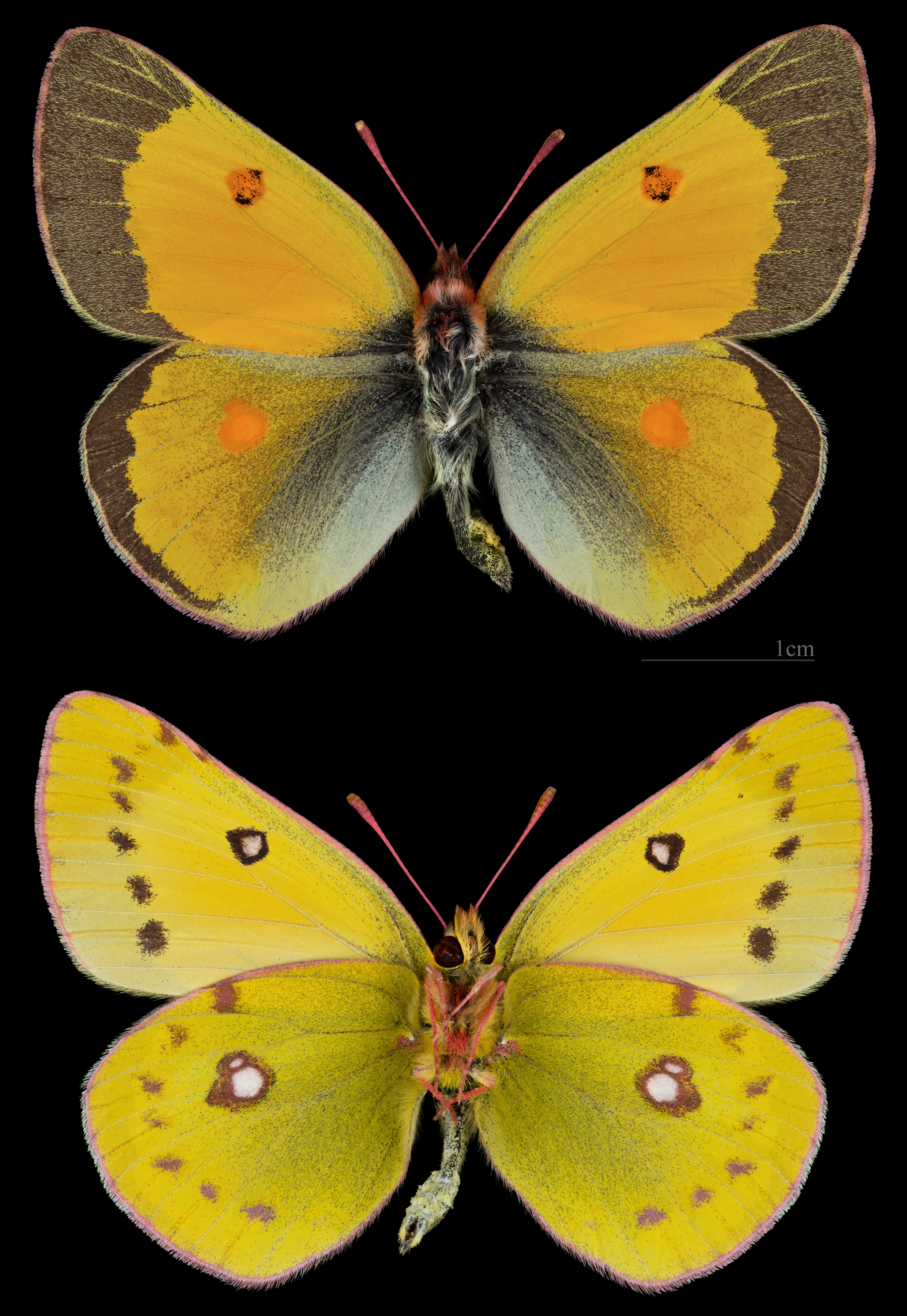
Colias chrysotheme ♂
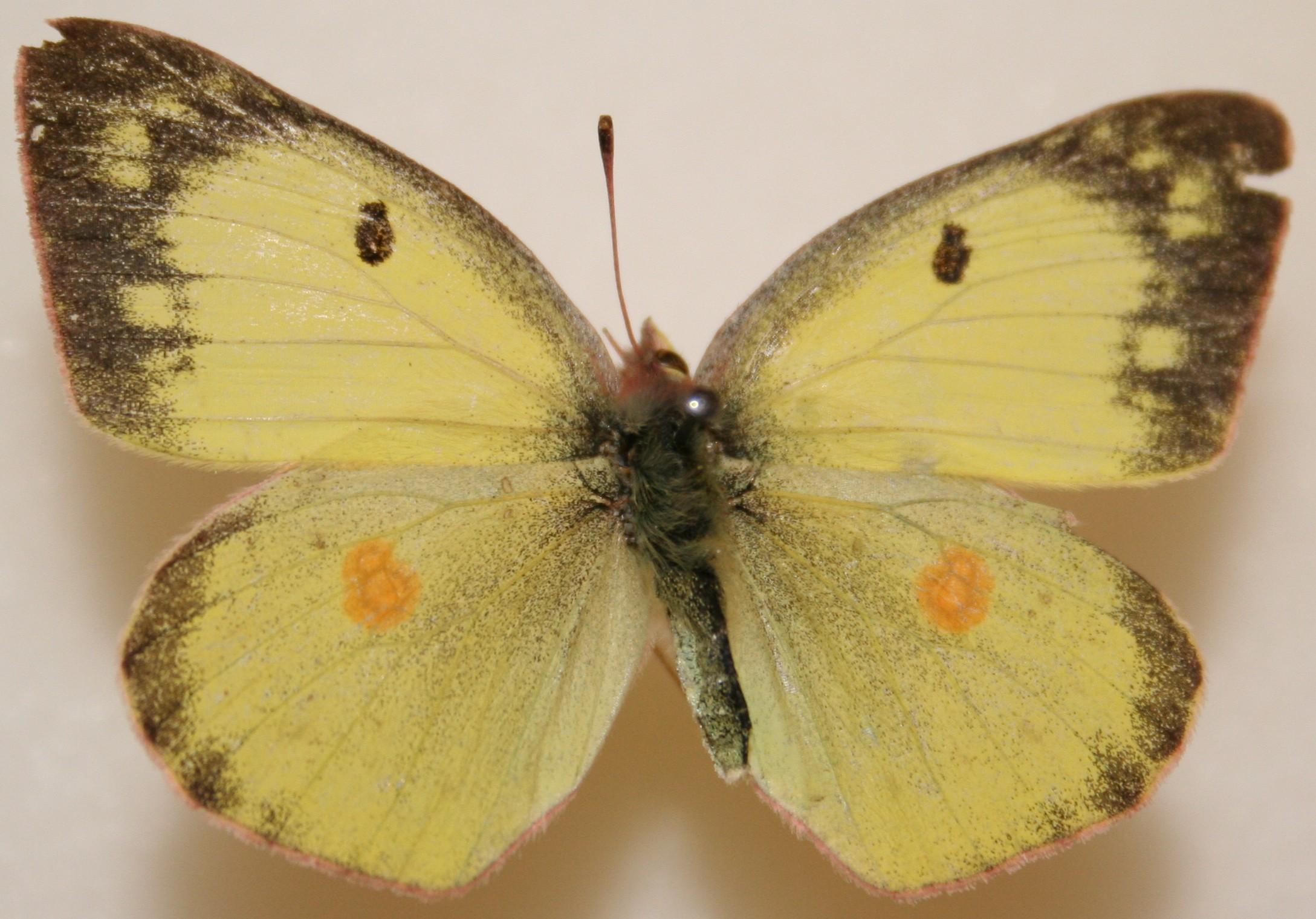
Colias philodice ♀
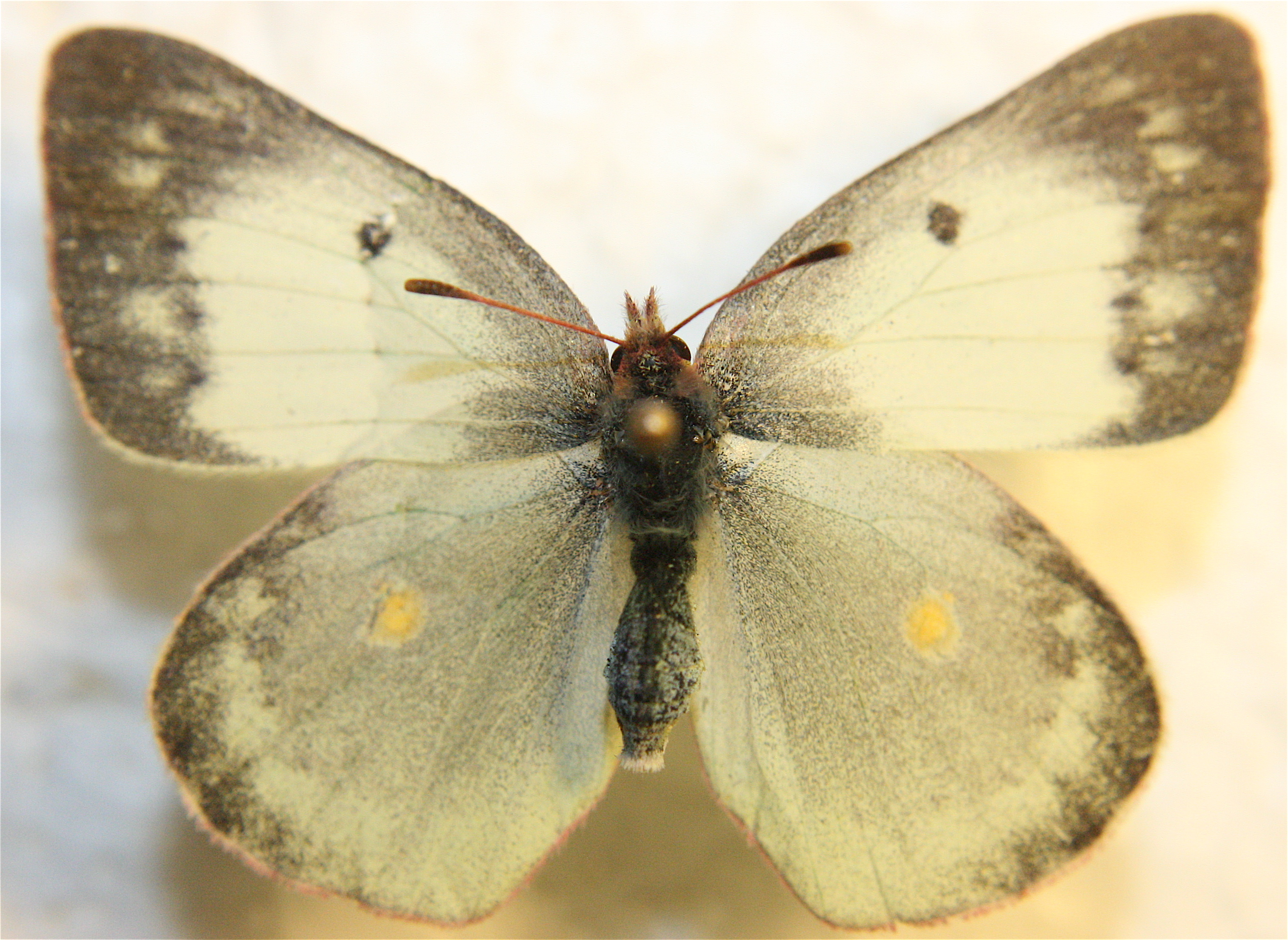
Colias philodice ♀ f.alba
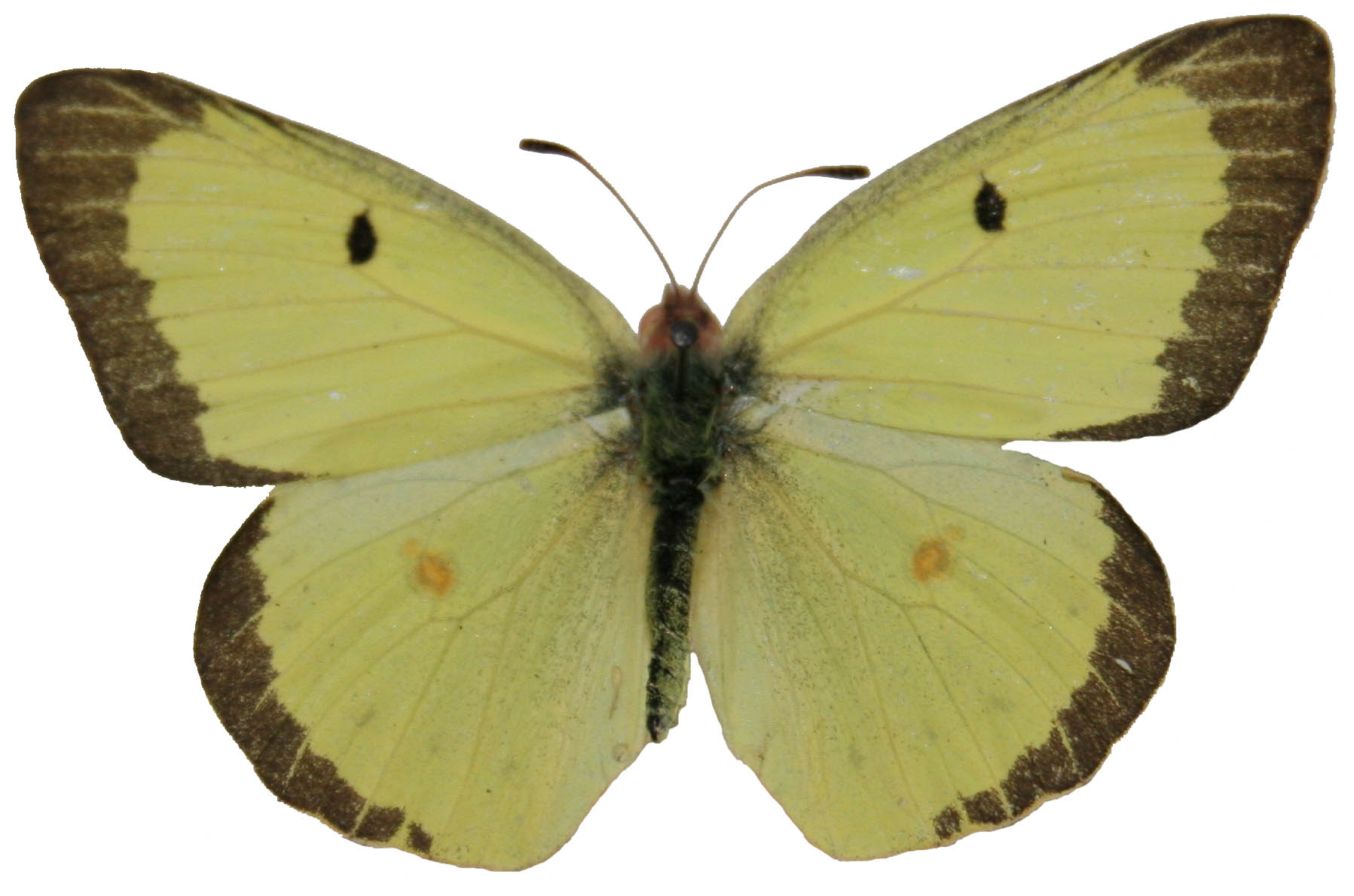
Colias philodice, ♂
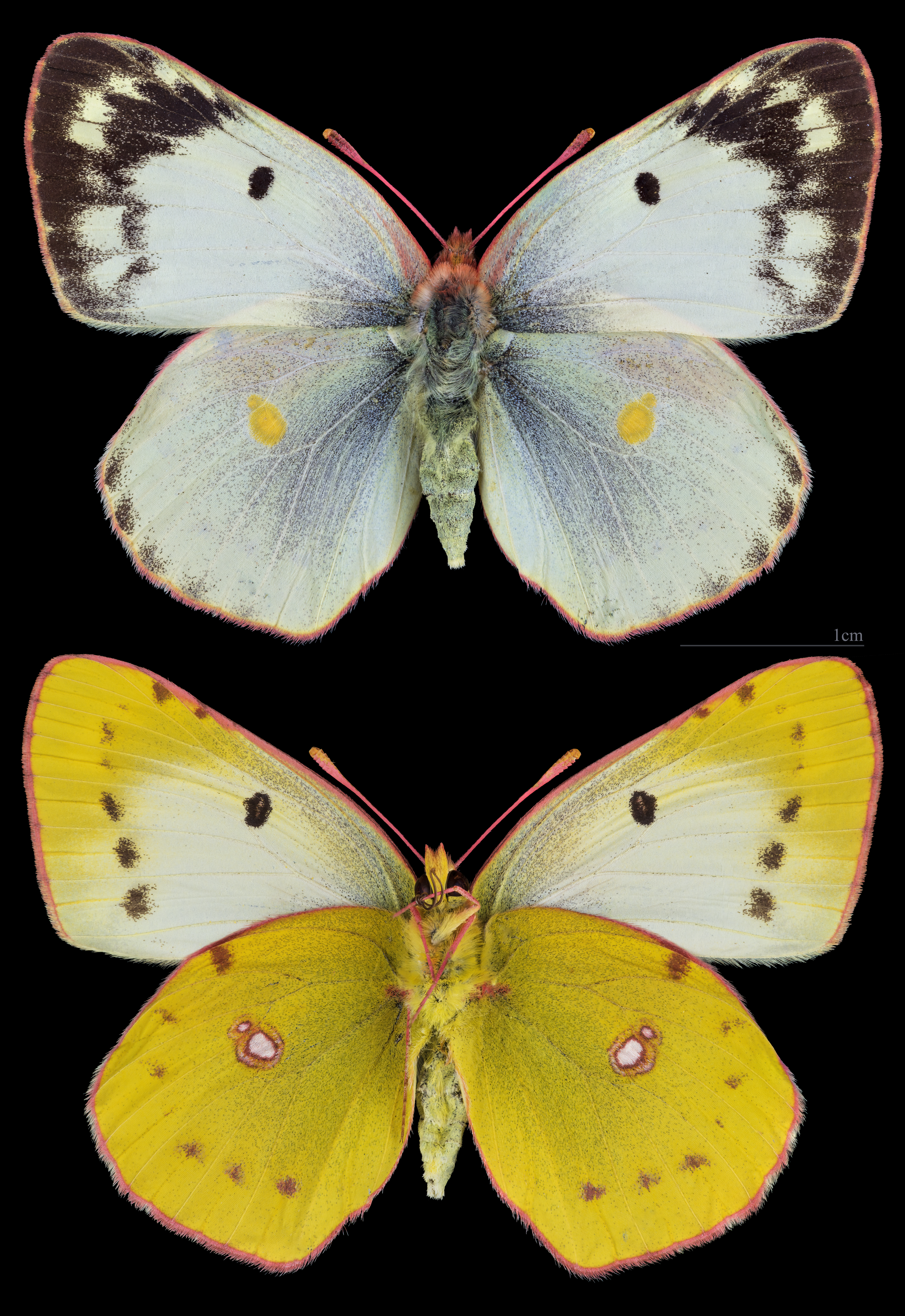
Colias alfacariensis, ♀
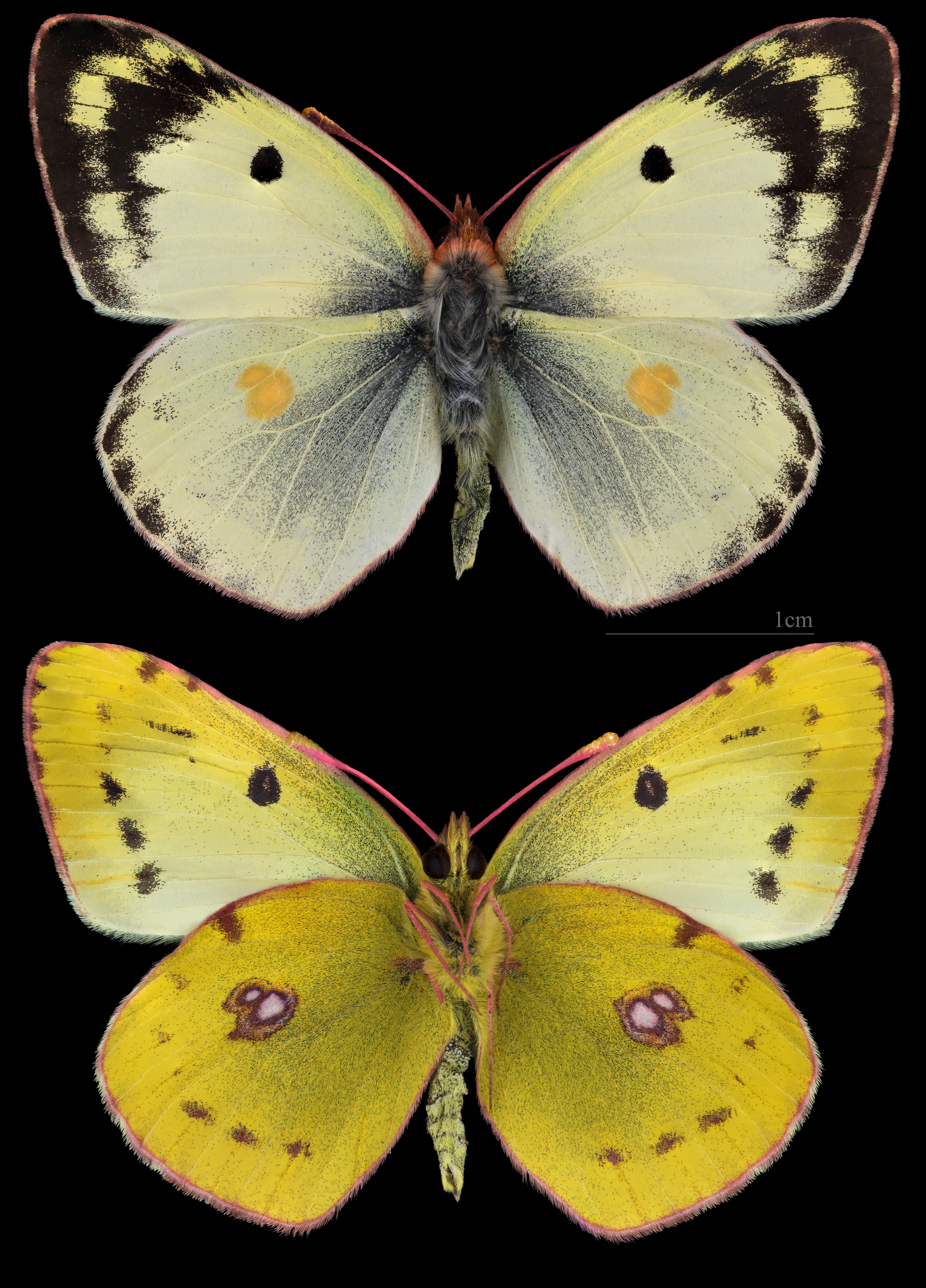
Colias hyale, ♂
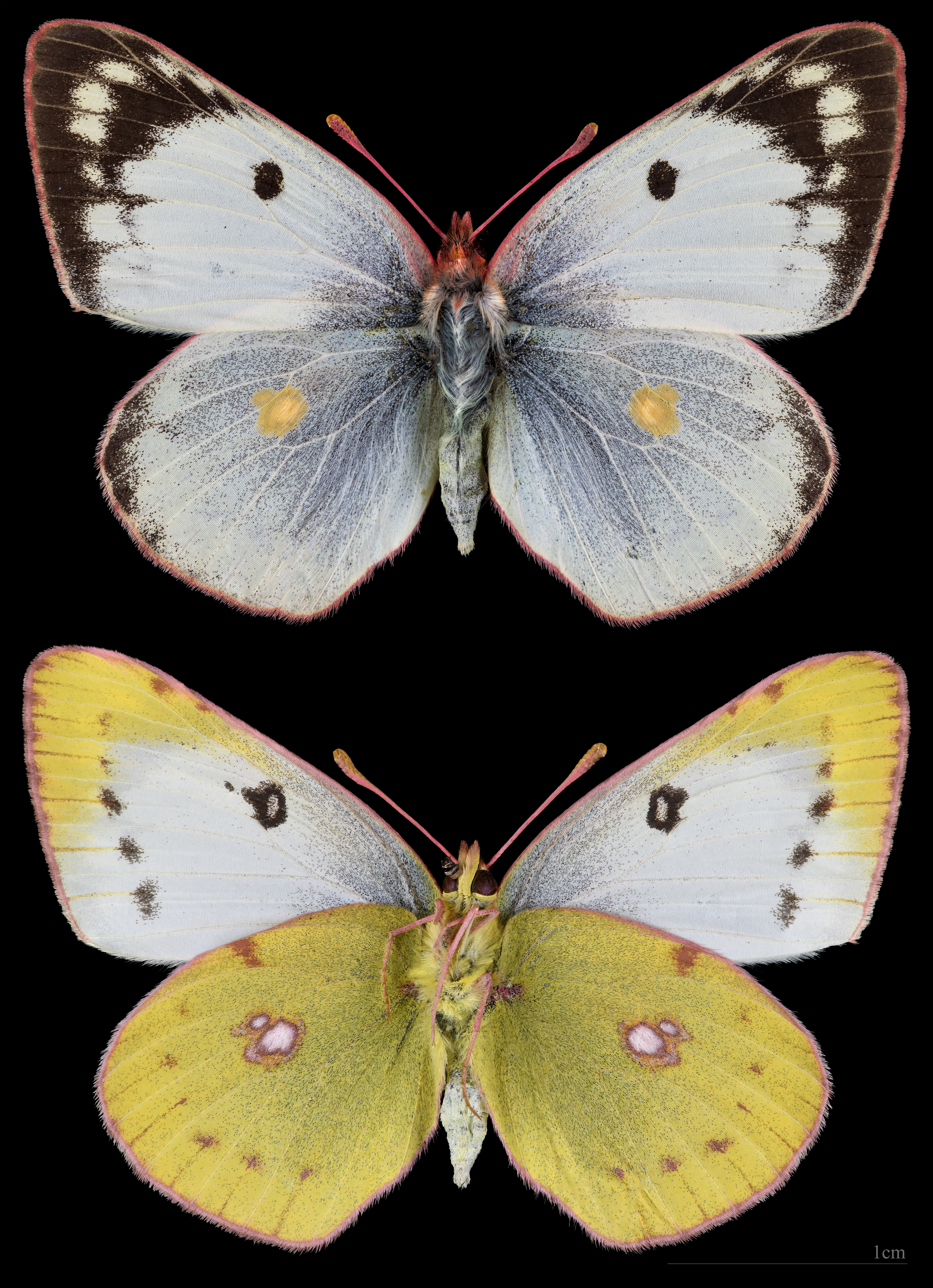
Colias hyale, ♀
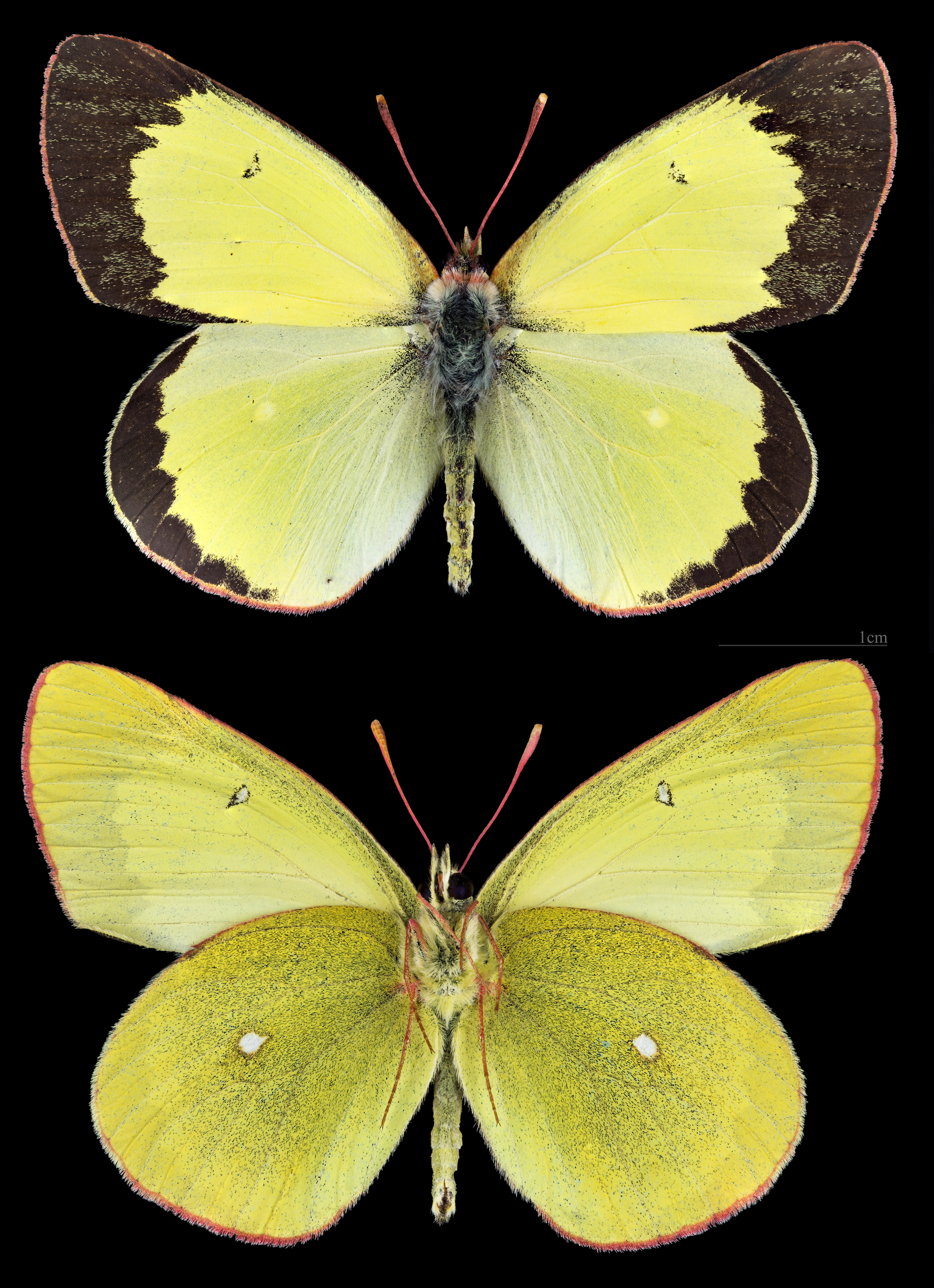
Colias palaeno, ♂
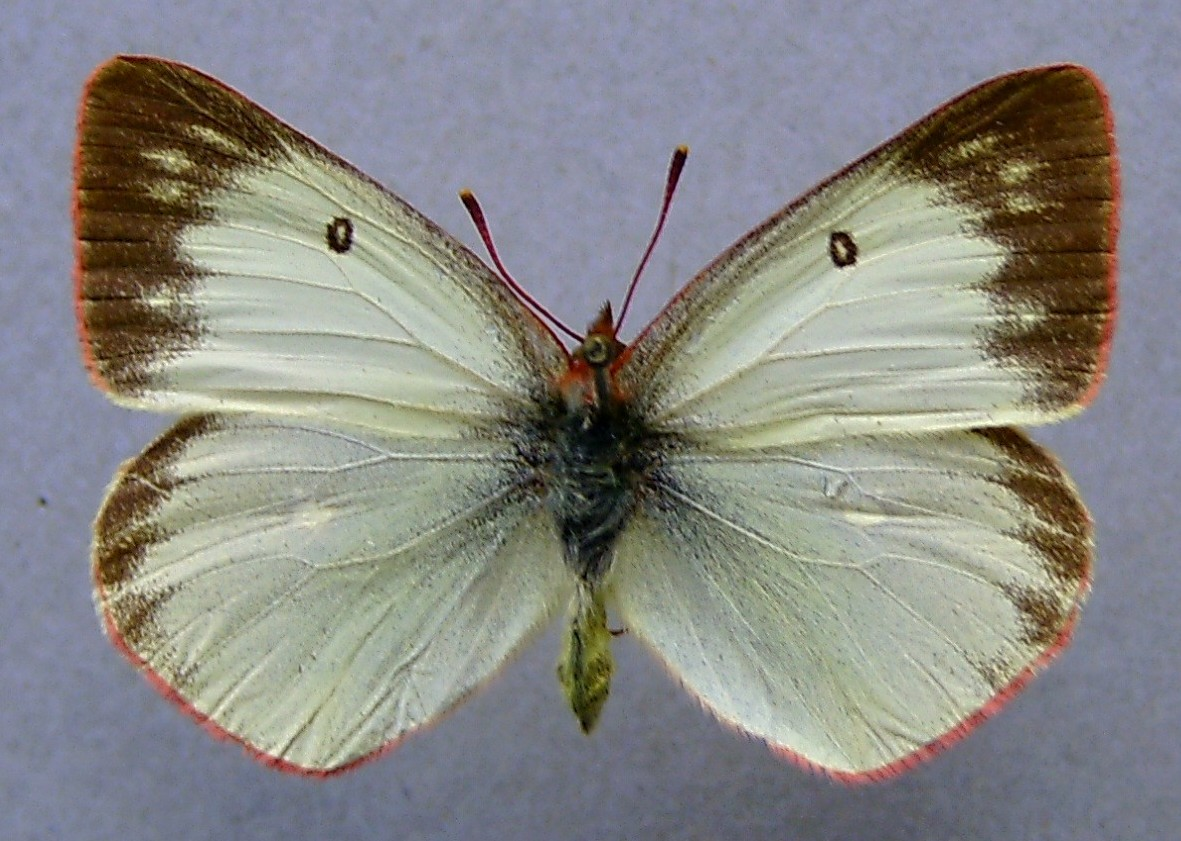
Colias palaeno, ♀
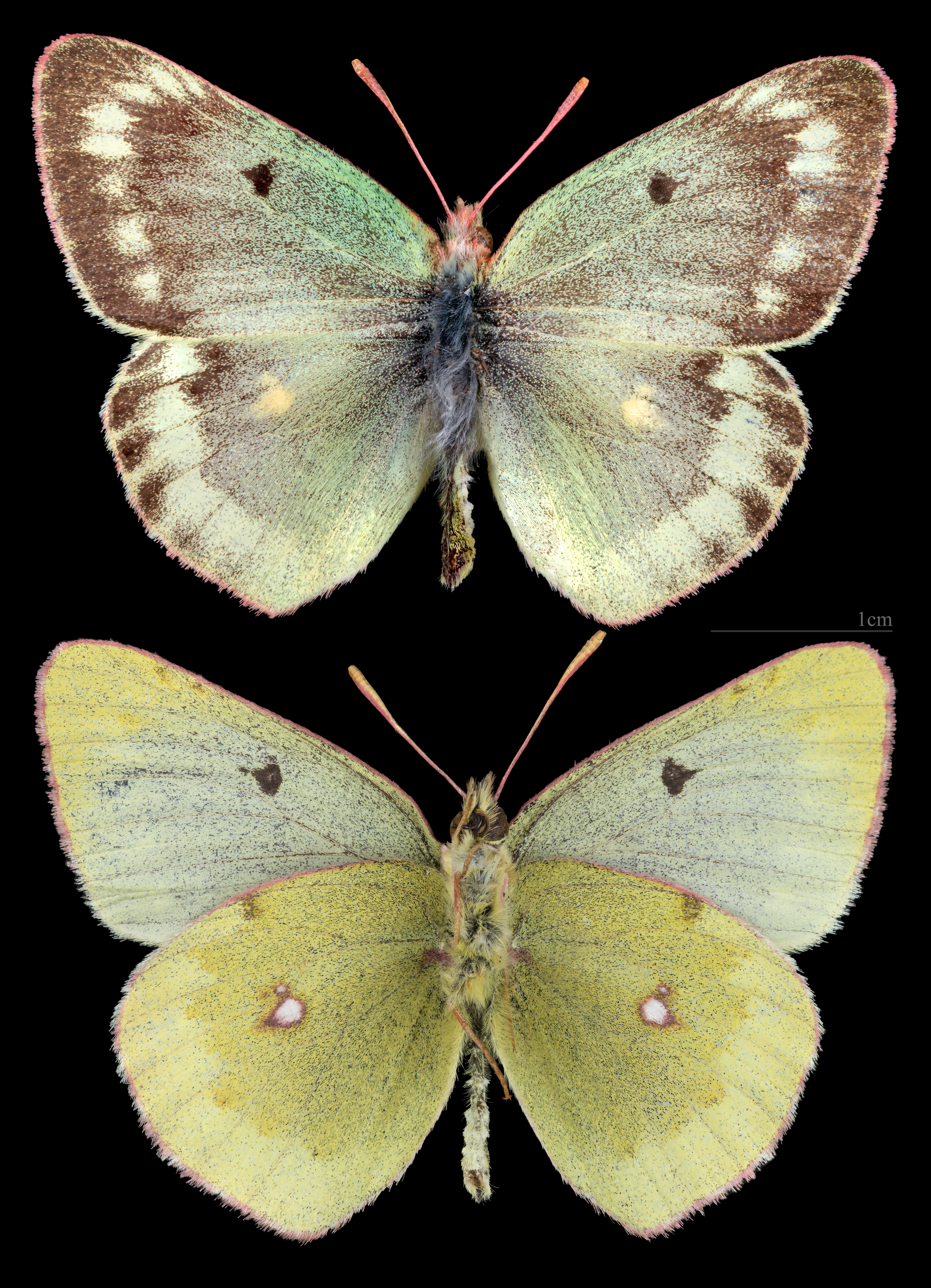
Colias phicomone, ♂